# Kathy Baker

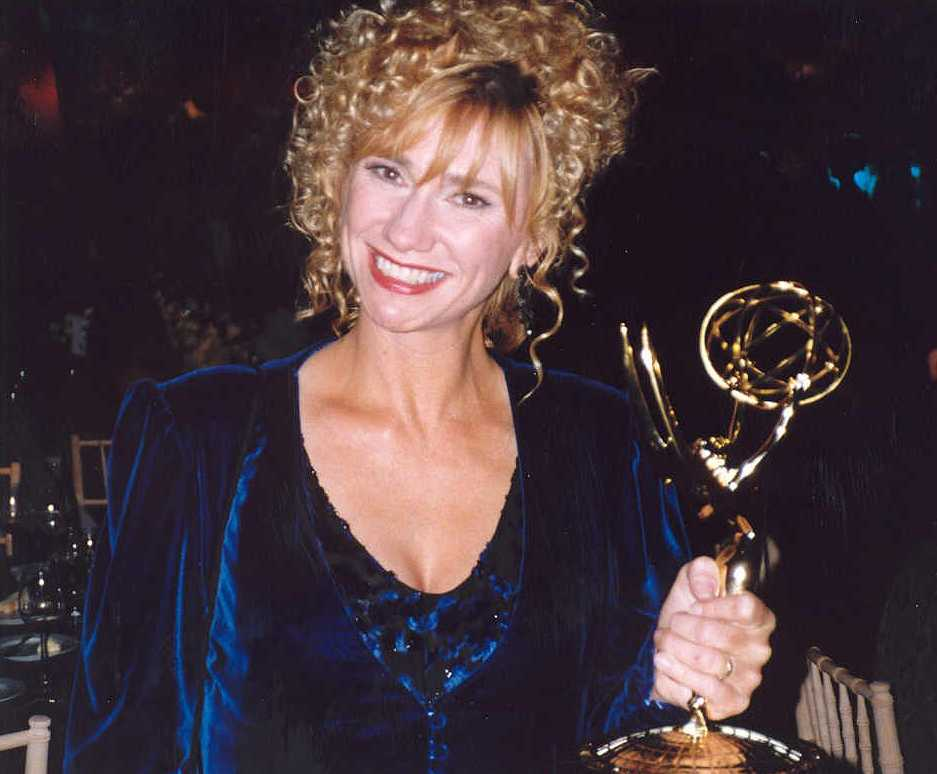
Kathy Baker vid Emmy Award-galan 1993.

Kathy Baker, född 8 juni 1950 i Midland, Texas, är en amerikansk skådespelare. Baker har medverkat i filmer som Edward Scissorhands (1990), Ciderhusreglerna (1999) och Åter till Cold Mountain (2003). Hon belönades med tre Emmy för sin roll i TV-serien Småstadsliv (1993, 1995 och 1996).

## Filmografi i urval
- 1983 – Rätta virket
- 1986 – A Killing Affair
- 1987 – Amazing Stories (TV-serie) (1 avsnitt)
- 1987 – Street Smart
- 1988 – Clean and Sober
- 1989 – Dad
- 1989 – Jacknife
- 1990 – Edward Scissorhands
- 1990 – Djävulens öga
- 1992 – Jennifer Eight
- 1992 – Article 99
- 1992–1996 – Småstadsliv (TV-serie) (87 avsnitt)
- 1993 – Mad Dog och Glory
- 1993 – Lush Life
- 1996 – Till Gillian på hennes 37-årsdag
- 1997 – Ally McBeal (TV-serie) (1 avsnitt)
- 1997 – Dirty Game
- 1998 – Advokaterna (TV-serie) (2 avsnitt)
- 1999 – Ciderhusreglerna
- 1999 – En tid för mirakel
- 1999 – ATF
- 1999 – Shake, Rattle and Roll: An American Love Story
- 2000 – Chicago Hope (TV-serie) (1 avsnitt)
- 2000 – Ratz
- 2000 – Things You Can Tell Just by Looking at Her
- 2001 – The Glass House
- 2001 – Ten Tiny Love Stories
- 2001 – Sanctuary
- 2001–2002 – Boston Public (TV-serie) (14 avsnitt)
- 2002 – Pappa vid femton
- 2002 – Bill Porter
- 2002 – Assassination Tango
- 2003 – Åter till Cold Mountain
- 2004 – 13 snart 30
- 2004 – Monk (TV-serie) (1 avsnitt)
- 2004 – Sucker Free City
- 2005 – Dangerous Water
- 2005 – Nio liv
- 2005 – Fathers and Sons
- 2005–2010 – Medium (TV-serie) (5 avsnitt)
- 2005 – Nip/Tuck (TV-serie) (2 avsnitt)
- 2006 – Alla kungens män
- 2007 – Gilmore Girls (TV-serie) (1 avsnitt)
- 2007 – Jesse Stone: Sea Change
- 2007 – Law & Order: Special Victims Unit (TV-serie) (1 avsnitt)
- 2007 – The Jane Austen Book Club
- 2008 – Grey's Anatomy (TV-serie) (2 avsnitt)
- 2008 – Last Chance Harvey
- 2008 – Shades of Ray
- 2009 – Jesse Stone: Thin Ice
- 2009 – Law & Order: Criminal Intent (TV-serie) (1 avsnitt)
- 2009 – Unstable
- 2010 – Jesse Stone: No Remorse
- 2010 – I lagens namn (TV-serie) (1 avsnitt)
- 2010 – Miss Nobody
- 2011 – Criminal Minds (TV-serie) (1 avsnitt)
- 2011 – Good Day for It
- 2011 – Jesse Stone: Innocents Lost
- 2011 – Machine Gun Preacher
- 2011 – Seven Days in Utopia
- 2011 – Take Shelter
- 2011 – Too Big to Fail
- 2012 – Big Miracle
- 2012 – Jesse Stone: Benefit of the Doubt
- 2012 – Private Practice (TV-serie) (1 avsnitt)
- 2013 – Saving Mr. Banks
- 2018 – Love (TV-serie) (2 avsnitt)
- 2019 – Chicago Med (TV-serie) (1 avsnitt)
- 2016–2020 – The Ranch (TV-serie) (46 avsnitt)